# Hugo Mallet
Hugo Mallet (* 1962 in London) ist ein britischer Opernsänger (Tenor).

## Leben
Sein Gesangsstudium absolvierte er am Royal Northern College of Music in Manchester. Er absolvierte Meisterkurse bei Carlo Bergonzi, Hugues Cuénod, Brigitte Fassbaender, Alfredo Kraus, Sherrill Milnes und Alberto Zedda. Seit 1988 bildet er sich weiter bei Nicolai Gedda. Er spielte Gitarre und sang ebenfalls in verschiedenen englischen Rockbands.
Er hatte feste Engagements in Köln, Detmold und Freiberg. Seither ist er freischaffend unter anderem in Nordhausen (Andrea Chénier), Zagreb (Lohengrin) und Chemnitz (Love and other demons, Rusalka) tätig. Seine Konzert- und Operntätigkeit führten ihn u. a. nach Paris, Dijon, Rouen, Singapur, Luzern, Moskau und Berlin. Dabei arbeitete er mit Orchestern wie dem Gürzenich-Orchester, dem Singapore Symphony Orchestra, der Nordwestdeutschen Philharmonie und dem Orchestre de l’Opéra de Rouen zusammen.
Sein Opernrepertoire reicht von Mozart und Verdi über Tschaikowski, Puccini und Strauss bis hin zu Péter Eötvös. Im Bereich der Oratorien sang er Bach, Beethoven, Mendelssohn und andere, verschiedene Operetten und Konzertpartien gehören ebenfalls zu seinem Spektrum.
2013 gab er sein Debüt als Siegfried bei der Longborough Festival Opera in Großbritannien. Die Rolle hat er danach in Peking (China National Opera, dirigiert von Yu Feng) und in Linz gesungen. Ebenfalls in 2013 debütierte er als Lohengrin in der Kroatischen Nationaloper in Zagreb. Seither hat er die Rolle in Bratislava, Ljubljana, Augsburg und Würzburg gesungen.
Hugo Mallet lebt mit seiner Ehefrau Victoria Mallet und seinem Sohn Henry in Lippe Detmold.